# Wien modern
Wien modern je največji avstrijski festival sodobne resne glasbe. Kot pove njegovo ime, se odvija na Dunaju. Festival je leta 1988 ustanovil dirigent Claudio Abbado, odtlej poteka vsako leto med mesecem oktobrom in novembrom (navadno tri tedne).